# Jahaira DeAlto
Jahaira DeAlto Balenciaga (Beirute, 1979 – Dorchester, 2 de maio de 2021) foi uma estudante de serviço social, defensora da comunidade LGBT e ativista contra a violência doméstica, dona de casa e artista de dança de salão local em Boston, Massachusetts, Estados Unidos.
DeAlto discursou na Conferência Ryan White sobre HIV/AIDS, apresentada na Universidade de Harvard, e foi palestrante convidada na Escola de Serviço Social da Universidade de Columbia. Ela fez vídeos para a comunidade transgênero.
DeAlto foi assassinada em sua casa em Dorchester em 2 de maio de 2021.

## Primeiros anos e educação
DeAlto foi adotada por sua mãe, Doris Camer, de Beirute, Líbano. DeAlto cresceu em Dorchester, Massachusetts, EUA. Quando criança, ela lutou para expressar quem realmente era, enfrentando bullying incessante. DeAlto começou a transição de gênero aos dezesseis anos.
Quando questionada numa entrevista sobre o motivo de não ter ido para a faculdade antes, DeAlto comentou: "Eu pensava que a faculdade era para pessoas mais ricas, mais brancas, cis, e tudo o que eu não era".

### Berkshire Community College
DeAlto matriculou-se no Berkshire Community College, ganhou uma bolsa de estudos para alunos que superaram obstáculos na vida e se formou em 2019 com um diploma de associado e um certificado em serviços humanos. DeAlto tornou-se porta-voz do programa de Massachusetts, Credit for Prior Learning, que permite que alunos de faculdades comunitárias completem um portfólio sobre suas experiências vividas para obter créditos acadêmicos. No BCC, DeAlto ajudou a desenvolver um programa de mentoria entre pares para alunos de primeira geração e de baixa renda.

### Universidade Simmons
Na época de sua morte, ela estava matriculada no programa de Graduação em Serviço Social da Universidade Simmons, com planos de se formar em 2023. A professora Diane Grossman, que teve DeAlto como aluna e orientadora na Simmons, afirmou que DeAlto era "excepcionalmente brilhante e tremendamente comprometida com questões de justiça social em torno de direitos trans, vítimas de abuso e muito mais. Ela tinha uma personalidade carismática e era um ímã para outros alunos da Simmons que admiravam sua tremenda experiência como líder comunitária. Como defensora vocal de seus colegas, Jahaira defendeu questões de igualdade, justiça e inclusão". A professora Katie Nolan, professora e orientadora de serviço social de DeAlto, disse sobre DeAlto: "Sua compreensão da importância dos relacionamentos humanos, bem como seu compromisso ao longo da vida com a justiça social, eram evidentes em cada interação que ela tinha em sala de aula, com colegas e professores, e em seu trabalho na comunidade". Em uma reunião pública realizada para homenagear e lamentar DeAlto, a Professora Lydia Ogden compartilhou que, sempre que DeAlto falava em sala de aula, Ogden tinha certeza de que um dia ele receberia um Doutorado em Serviço Social e se tornaria professor. Em 2022, 26,7 mil dólares foram arrecadados para apoiar a Bolsa de Estudos Jahaira M.DeAlto na Simmons.

## Carreira como ativista

### Cena ballroom

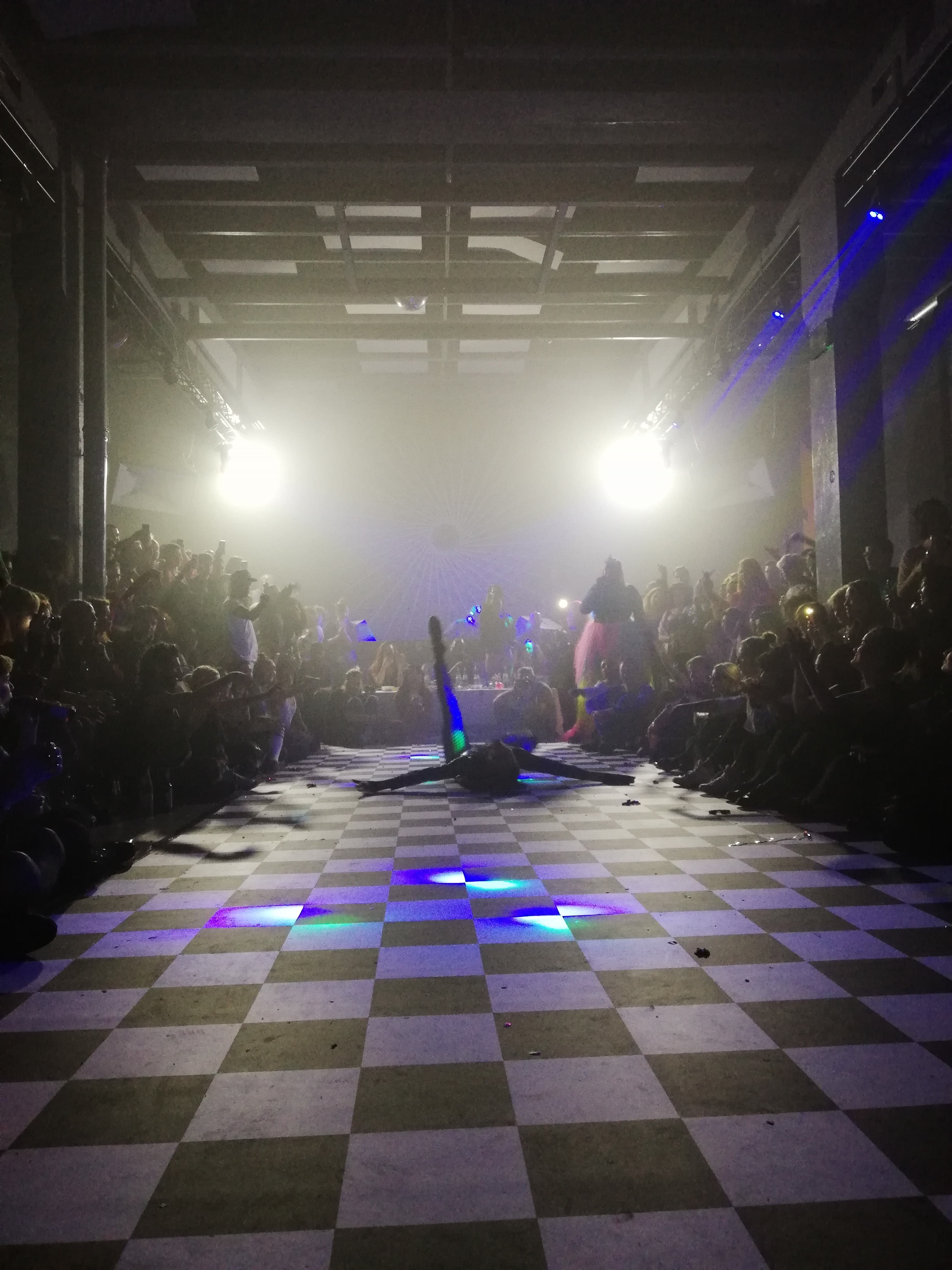
Uma artista desfila durante uma cena ballroom. DeAlto era conhecida por sua participação na categoria realismo.

DeAlto iniciou sua trajetória na cena ballroom (eventos que acolhem grupos LGBT) em Boston, em 1996, e cultivou relações com outras mulheres trans negras e latinas para formar uma família escolhida, composta por pessoas que desenvolveram laços afetivos, mesmo com a ausência de vínculo sanguíneo. Ela fazia parte da House of Balencia. Na cena ballroom, a categoria pela qual era mais conhecida era a realness (autenticidade).
Harold Balenciaga, fundador da House of Balenciaga, divulgou um comunicado público na noite da morte de DeAlto dizendo: “A House of Balenciaga lamenta profundamente a morte/assassinato de nossa querida Jahaira M. DeAlto, uma ativista comunitária e amiga de muitos. Que não nos esqueçamos de seu trabalho contínuo contra a violência doméstica e que continuemos a honrar seu nome, garantindo que sua memória permaneça viva nesse trágico e irônico desfecho do destino."
DeAlto atuava como mãe escolhida para muitas pessoas da comunidade LGBTQ que foram rejeitadas por suas famílias biológicas. O número exato de filhos que ela criou é desconhecido. Sua amiga na cena ballroom, Feroza Syed, comentou: "Incontáveis pessoas a consideravam uma figura materna, e vi dezenas — se não centenas — de publicações falando sobre o impacto da relação que tinham com ela (...) Por meio do seu trabalho, ela salvou centenas de vidas e inspirou muitos outros a seguir o mesmo caminho."
Athena Vaughn foi uma das filhas de DeAlto e viveu com ela por mais de uma década, após sua família a rejeitar quando ela se assumiu trans. Vaughn descreveu DeAlto como: "A essência de dar esperança, a essência de guiar, a essência de elevar, e simplesmente ter alguém para lhe mostrar o amor incondicional que sua família biológica não estava mais dando por não apoiar seu estilo de vida". Vaughn é cofundadora e líder da Trans Resistance MA.
Comentando sobre a maternidade, DeAlto compartilhou no Dia das Mães em 2020:
"Eu sou a mãe que criou os filhos cujo arco-íris brilhava tanto que cegava suas mães biológicas. Eu valorizei o que elas descartaram. Assumi missões terrenas pelas mães que já haviam recebido sua recompensa celestial — por seus bebês que ainda precisavam ser criados. Eu fiz isso. E ainda estou fazendo isso. E continuarei fazendo isso. Porque talvez eu nunca saiba como é ver meu DNA refletido nos olhos de outra pessoa, mas eu sei como é ver a gratidão nos olhos de um jovem que, finalmente, se sente visto. E, para mim, isso basta".

### Amizade com Rita Hester
DeAlto passou a maior parte de sua vida homenageando a lembrança de uma amiga próxima e membro de sua família escolhida, a mulher trans negra, Rita Hester, que foi brutalmente assassinada em Allston em 1998.
DeAlto foi uma das organizadoras que ajudou a lançar o primeiro Dia Internacional da Memória Transgênero (TDoR), criado em homenagem a Hester.

### Amizade com Ta'aliyah Ayanna "Endego" Jones
Em 1996, DeAlto fez amizade com Ta'aliyah Ayanna "Endego" Jones, uma mulher trans negra da comunidade de cenas ballroom.
Em uma homenagem publicada no site da Coalizão Política Transgênero de Massachusetts, no dia em que a morte de Jones foi anunciada, DeAlto escreveu que Jones era humilde e nunca publicava nas redes sociais. DeAlto atribuiu a ela o mérito por ter facilitado grupos na Conferência Nacional da Juventude Ryan White sobre HIV/AIDS, por ter feito uma apresentação sobre a experiência de jovens trans para um grupo de estudantes de pós-graduação da Universidade de Harvard aos dezesseis anos, por ter organizado seu primeiro baile com patrocínio para salvar a cena ballroom de Boston, e por ter conquistado um título de mestrado.
DeAlto e Jones compartilharam memórias como apresentações juntos no Club Café e assistir a cantora Tracy Chapman se apresentando na Harvard Square.

## Ativismo contra a violência doméstica

### Centro Elizabeth Freeman
Em 2019, o Escritório de Assistência às Vítimas de Massachusetts concedeu a DeAlto o Prêmio de Reconhecimento Especial do Mês dos Direitos das Vítimas por seu trabalho como conselheira e membro do Grupo de Ação/Aconselhamento Comunitário LGBTQ do Centro Elizabeth Freeman. DeAlto também foi a palestrante principal da Conferência de Direitos das Vítimas do MOVA em 2019.
Em relação ao reconhecimento, DeAlto disse: "Como sobrevivente de violência, sei pessoalmente que a jornada de vítima a sobrevivente envolve assumir a própria história". Sobre DeAlto, a MOVA declarou: "Ela é uma sobrevivente, uma defensora e uma voz para vítimas e sobreviventes em toda a Comunidade Britânica. Jahaira trabalhou diligentemente para aumentar o acesso a serviços de resposta à violência sexual e doméstica para sobreviventes LGBTQIA+ e fez contribuições notáveis para o avanço dos direitos das vítimas."
Em 2021, o Elizabeth Freeman Center falou sobre o seu legado: "Lembramo-nos de Jahaira como uma colega, activista e sobrevivente que tocou a vida de todos os que a rodeavam com a sua paixão, determinação, humanidade, humor e visão feroz."

### Casa Myrna
Na época de sua morte, DeAlto trabalhava na Casa Myrna, uma instituição que oferecia abrigo e serviços a sobreviventes de violência doméstica e seus filhos. Em uma declaração pública sobre sua morte, a Casa Myrna declarou: "Ela transformou cada obstáculo da vida em uma força e uma maneira de ajudar os outros. Ela era uma ativista, uma defensora, uma cuidadora, uma líder, uma educadora e uma amiga."

## Ativismo transgênero de Berkshires
DeAlto foi uma das fundadoras do Berkshire Transgender Day of Remembrance e do Berkshire Pride Festival.
O organizador do Festival do Orgulho de Berkshire, Kelan O'Brien, disse sobre DeAlto: "Ela era uma verdadeira rocha. Nunca pensei que seu nome estaria naquela lista, e agora acho que todos nós estamos determinados a garantir que ela não seja apenas mais um número, porque ela viveu uma vida tão plena — e é assim que devemos nos lembrar dela."
Em 2018, DeAlto foi o principal nome a discursar na Conferência Live Out Loud no Berkshire Community College e no Dia da Memória Transgênero no Berkshire Community College.
DeAlto atuou no conselho consultivo de uma iniciativa em andamento no Elizabeth Freeman Center que colocou defensores LGBTQ+ em cada uma das unidades da organização no Condado de Berkshire e passou a trabalhar para o centro como defensor no abrigo de emergência, ao mesmo tempo em que atendia ligações para a linha de crise de emergência do centro.
DeAlto defendeu o acesso local a cuidados de saúde adequados para indivíduos transgênero e o seu direito de utilizar alojamentos públicos que se alinham com suas identidades de gênero.
Em 2021, Pittsfield, Massachusetts, ergueu uma bandeira do orgulho e dedicou suas celebrações do mês do orgulho a DeAlto.

## Morte
Em 2 de maio de 2021, DeAlto foi assassinada por Marcus Chavis em um ataque violento em sua casa em Dorchester. A polícia de Boston recebeu uma chamada sobre uma pessoa esfaqueada na Rua Taft. Quando os policiais chegaram, encontraram duas mulheres com ferimentos de faca: DeAlto e Fatima Yasin, de 28 anos.
O marido de Yasin, Marcus Chavis, 34 anos, foi preso e acusado de duas acusações de assassinato, após ligar para se entregar. Chavis sofre de esquizofrenia e transtorno de estresse pós-traumático (TEPT).
Yasin, Chavis e seus dois filhos, de sete e oito anos de idade, estavam hospedados na casa de DeAlto porque DeAlto queria "criar um espaço seguro para eles saírem de uma situação ruim", um convite que ela frequentemente estendia a vítimas/sobreviventes de violência doméstica. Os filhos de Yasin e Chavis testemunharam os assassinatos de Yasin e DeAlto por Chavis, mas saíram ilesos.
A defesa de DeAlto em relação ao assassinato e à violência doméstica trouxe mais atenção aos desafios que as mulheres transgênero enfrentam ao tentar escapar a situações de abuso.
Em 2021, DeAlto deixou seu cachorro Albi, sua mãe Doris Camer e muitas pessoas das comunidades de Berkshires, de Boston, da cena ballroom e de sobreviventes por violência doméstica.